# Eastern Air Defense Sector
L'Eastern Air Defense Sector (EADS) è un centro di difesa aerea della New York Air National Guard. Riporta direttamente alla First Air Force quando attivato per il servizio federale. Il suo quartier generale è situato presso il Griffiss International Airport, Rome, nello stato di New York.

## Missione
L'EADS è uno dei due settori responsabili per il NORAD della sovranità dello spazio aereo, la difesa aerea strategica, le operazioni antidroga della Regione degli Stati Uniti continentali (CONR). L'unità è formata da personale della New York ANG, U.S.Army, U.S.Navy, Royal Canadian Air Force e personale civile. L'organizzazione esercita il controllo operativo su reparti di caccia F-15 ed F-16 dell'Air National Guard in continuo stato di allerta ed utilizza dati radar e radio del Joint Surveillance System (JSS) situati in diverse localita degli Stati Uniti orientali. Queste strutture, fondate ed utilizzate congiuntamente dal dipartimento della Difesa e dalla FAA, sono operate e mantenute dal personale di quest'ultima amministrazione. I dati radar di tutte queste sorgenti sono filtrati in computer situati presso il Sector Operations Control Center (SOCC) dove il personale correla ed identifica tutti i bersagli aerei e se necessario mette in stato di allerta i caccia per identificare quelli la cui origine è sconosciuta.

## Organizzazione
Attualmente, al settembre 2017, lo stormo controlla:
- 224th Air Defense Group
  - 224th Air Defense Squadron
  - 224th Support Squadron
- Detachment 1, Joint Air Defense Operations Center, Joint Base Anacostia-Bolling, Distretto di Columbia
- Detachment 2, National Capital Region Coordination Center Hemdon, Virginia